# Oc13
Oc13 – polskie oznaczenie austriackiego parowozu serii kkStB 19 o układzie osi 1B. Po pierwszej wojnie światowej 3 sztuki tych parowozów trafiły na PKP.